# Viktor Jarembák
Viktor Jarembák (24. listopadu 1934 Hrabušice – 2. dubna 2000) byl slovenský fotbalový obránce. V Archivu bezpečnostních složek České republiky je veden jako agent Státní bezpečnosti pod krycím jménem „Stavbár“. Je pohřben v Košicích.

## Hráčská kariéra
V československé lize hrál za Lokomotívu Košice, aniž by skóroval. V 50. a 60. letech hrál za Tatran Liptovský Mikuláš.

### Prvoligová bilance
| Ročník          | Zápasy | Góly | Minuty | Klub              |
| --------------- | ------ | ---- | ------ | ----------------- |
| I. liga 1965/66 | –      | 0    | –      | Lokomotíva Košice |
| CELKEM I. LIGA  | –      | 0    | –      |                   |